# Herb Abrams
Herbert Charles Abrams, meglio conosciuto come Herb Abrams (Amarillo, 9 luglio 1955 – New York, 23 luglio 1996), è stato un annunciatore televisivo, dirigente d'azienda e promoter di wrestling statunitense.
È noto per essere stato il fondatore negli anni novanta della federazione Universal Wrestling Federation. Personalità eccentrica, era soprannominato Mr. Electricity per la sua esuberanza durante le telecronache.
Nel maggio 2020 un episodio della serie Dark Side of the Ring, intitolato Cocaine & Cowboy Boots: The Herb Abrams Story, è stato dedicato alla storia di Abrams e della sua UWF.

## Carriera
Nato in una ricca famiglia ebraica, negli anni ottanta Abrams era un uomo d'affari in California, proprietario di una catena di negozi d'abbigliamento femminile chiamata I'm a Big Girl Now.
Nel 1990 fondò la Universal Wrestling Federation (UWF), ricevendo un finanziamento di 1 milione di dollari dal network televisivo SportsChannel America per produrre uno show settimanale di wrestling intitolato UWF Fury Hour. Nell'agosto 1990, durante la conferenza stampa per annunciare la nascita della UWF, gli fu chiesto se si aspettava di avere successo nell'industria del wrestling, non avendo nessuna esperienza nel settore. Abrams rispose: «Quello che la gente sta cercando, io ce l'ho, ed è lo sfarzo di Hollywood». La prima registrazione della UWF si svolse presso il Reseda Country Club di Reseda, California; e i proprietari del posto in seguito fecero causa a Herb Abrams per questioni finanziarie. Abrams si guadagnò presto la reputazione di non riuscire a pagare cronicamente i proprietari dei locali e persino i suoi stessi lottatori.
In qualità di proprietario e booker della federazione, Abrams fu spesso criticato per l'inconsistenza delle storyline, e i match che raramente terminavano con una conclusione "pulita". Nelle prime 11 puntate di Fury Hour, Abrams svolse il ruolo di telecronista e commentatore insieme a Bruno Sammartino. In seguito fu sostituito al commento da Craig DeGeorge, ma rimase in veste di intervistatore.
Al termine del contratto di 1 anno con la SportsChannel America nel settembre 1991, l'accordo non venne rinnovato, e la programmazione televisiva degli show UWF si fece sporadica. Nel 1994, Abrams fece un ultimo grande tentativo di risollevare le sorti della compagnia organizzando l'evento Blackjack Brawl a Las Vegas, Nevada. Lo show, trasmesso in diretta su SportsChannel America, fu un completo fallimento sia critico sia commerciale. Poco tempo dopo, Abrams partì per New York per prendersi cura della madre malata, e lasciò al comando della federazione il wrestler Al Burke.

## Morte
Abrams morì a causa di un infarto presso il St. Vincent's Hospital di Manhattan, New York, nel luglio 1996, mentre si trovava sotto custodia da parte delle forze dell'ordine. Prima del suo decesso, la polizia lo aveva trovato completamente nudo e cosparso di vaselina nel suo ufficio di Manhattan, mentre distruggeva dei mobili con una mazza da baseball. L'autopsia di Abrams rivelò alte concentrazioni di cocaina e Valium nel suo sangue.
L'ex fidanzata di Abrams disse che durante gli ultimi anni di vita, Abrams era diventato sempre più paranoico mentre si trovava sotto gli effetti della cocaina, e presumibilmente quando fu trovato dalla polizia a distruggere suppellettili con la mazza da baseball, stava cercando delle microspie che era convinto lo stessero "spiando".
Abrams venne sepolto nel New Montefiore Cemetery a West Babylon, New York.

## Premi e riconoscimenti
- Wrestling Observer Newsletter
  - Worst Television Announcer (1990)
  - Most Obnoxious (1991)